# 大枇杷螺
大枇杷螺（学名：Ficus gracilis），是异足目枇杷螺科枇杷螺属的一种。主要分布于马来西亚、印度尼西亚、中国大陆、台湾，常栖息在潮下带。
其种加词来源于拉丁文“gracilis”，意为“纤细的”。